# Wowodnik

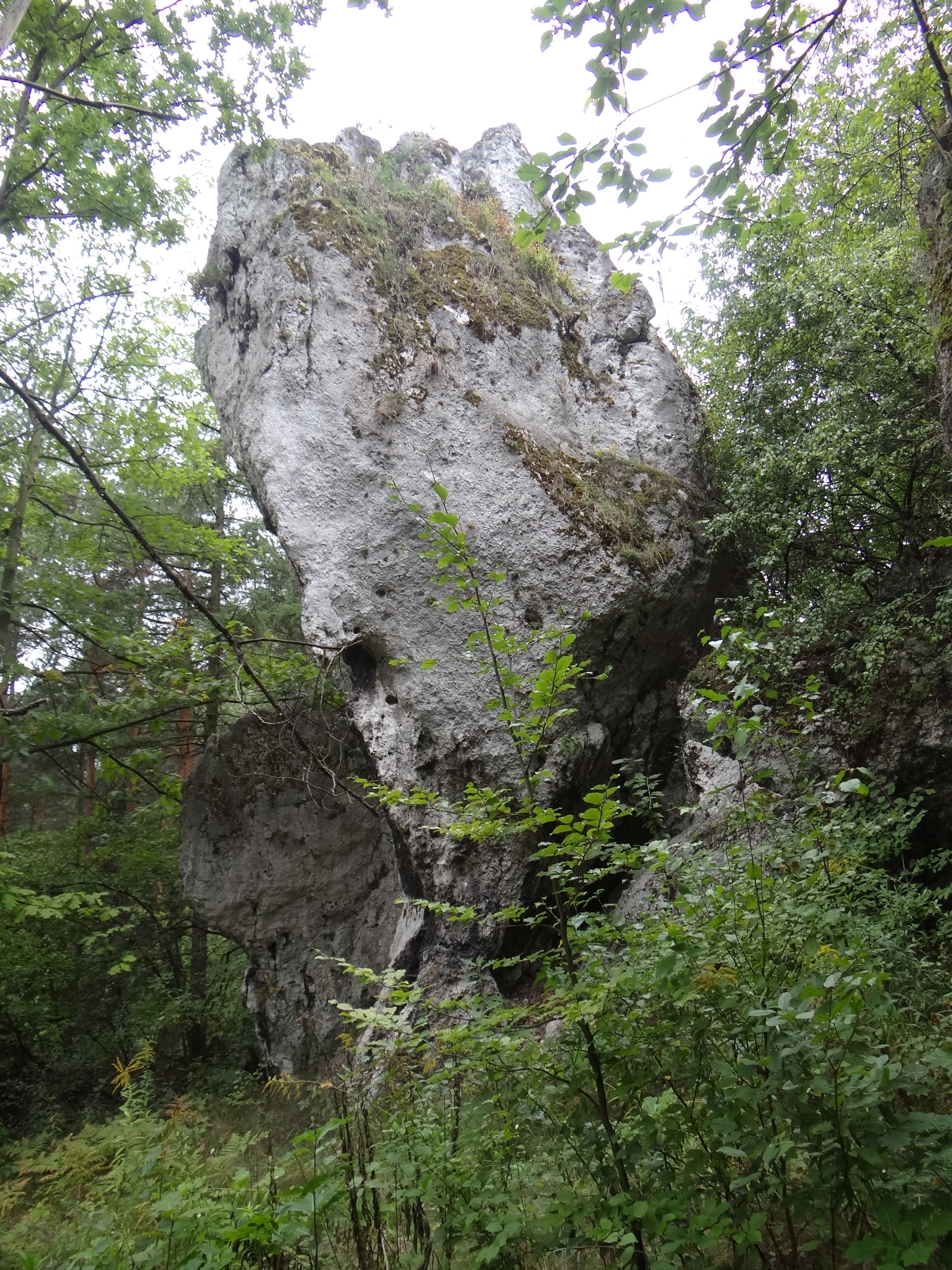

Wowodnik – skała w Skarżycach (dzielnica Zawiercia) w województwie śląskim. Znajduje się po północnej stronie zabudowanego obszaru Skarżyc, w odległości 300 m na północny wschód od skały Czubata. Wowodnik znajduje się w lesie liściastym, ale regularne rzędy zagonów wskazują, że jeszcze niedawno było tutaj pole orne.
Zbudowana z wapienia skała jest silnie pochylona. Można na niej uprawiać wspinaczkę skalną, ale z własną asekuracją.